# Chào mào lưng bồng
Chào mào lưng bồng, tên khoa học Euptilotus eutilotus, là một loài chim trong họ Pycnonotidae. Chúng là loài duy nhất trong chi Euptilotus, thường được tìm thấy ở vùng bán đảo Malay, Sumatra và Borneo.